# インノケンティウス13世 (ローマ教皇)
インノケンティウス13世（InnnocentiusXIII, 1655年5月13日 - 1724年3月7日）は、ローマ教皇（在位：1721年5月8日 - 1724年3月7日）。本名はミゲーレ・アンジェロ（またはミケランジェロ）・コンティ（Michelangelo dei Conti）。彼の治世における2大トピックスは、ジャンセニスムと中国（清朝）の典礼論争があった。

## 生涯
ローマ近郊ポーリ出身のコンティは、アンコーナ、ローマで学び、クレメンス11世の時代に枢機卿にあげられ、教皇使節としてポルトガルに赴いた。そこで見たイエズス会員に対する嫌悪感が、後の彼の政策に影響する。1721年、クレメンス11世の死去を受けて行われた教皇選挙で、かねてから評判が高く人徳者といわれていたコンティが教皇に選ばれた。
インノケンティウス13世の在位中、とりたてて大きな事件はなかったが、彼は教皇として訴えられていた典礼問題を扱い、イエズス会の中国での宣教を禁じている。同時にイエズス会に対して新規会員の入会を禁じるという厳しい措置を行っている。イエズス会と敵対していたフランスのジャンセニストたちを支持する司教団は、ここぞとばかりに反ジャンセニスム的な教皇勅書「ウニゲニトゥス」の取り下げを願ったが、これは聞き入れられなかった。かえって「ウニゲニトゥス」を再確認する勅書を出したため、一部のジャンセニストが憤慨し、1723年にカトリック教会を離れてユトレヒト教会を設立している。教皇はイングランドの王位継承をめぐる争いでは「ジェームズ3世」を称したジェームズ2世の子ジェームズ・フランシス・エドワード・ステュアートに肩入れしていたことでも知られる。また、有名なスペイン広場の「スペイン階段」の建設を指示したのも彼であった。